# Benedettine di Montevergine
Le Benedettine di Montevergine sono un istituto religioso femminile di diritto pontificio.

## Storia
L'istituto fu fondato dal benedettino sublacense Giuseppe Ramiro Marcone, abate ordinario di Montevergine dal 1918. Il suo intento era, in qualche modo, quello di rinnovare l'antica istituzione delle monache verginiane, fondate da san Guglielmo da Vercelli.
La congregazione, istituita il 4 novembre 1928, fu canonicamente eretta il 30 novembre 1930.
La spiritualità dell'istituto è quella della regola di san Benedetto e la sua caratteristica peculiare è la devozione per la Madonna del santuario di Montevergine.

## Attività e diffusione
Le suore si dedicano all'educazione, all'assistenza agli orfani e alle giovani (attività svolte esclusivamente all'interno delle loro case religiose). L'elemento caratteristico del loro abito religioso è una tonaca bianca, simile a quello delle antiche monache verginiane.
Oltre che in Italia, le suore sono presenti nello Sri Lanka; la sede generalizia è a Mercogliano.
Alla fine del 2011 la congregazione contava 16 religiose in 4 case.